# Kingfisher Airlines
Kingfisher Airlines var ett indiskt flygbolag som grundades år 2003 och flög första gången i maj 2005. Ägaren var det indiska företaget United Beverages Group som även saluför ölmärket Kingfisher beer. Företaget flög bland annat med Airbus. 
Bolaget började sin verksamhet som en inrikeslinje mellan Bombay och New Delhi och var år 2011  Indiens näst största inrikesbolag.
År 2007 förvärvade de Air Deccan för att få tillstånd för internationella flygningar och utökade successivt verksamheten. De beställde fem Airbus A350-800 och fem Airbus A380 som dock aldrig levererades.
Kingfisher Airlines hade problem med lönsamheten och den 20 oktober 2012 drogs flygtillståndet in.